# Campionati europei di atletica leggera 2014 - Salto in alto maschile
Il concorso del salto in alto ai Campionati europei di atletica leggera 2014 si è svolto il 13 e 15 agosto 2014 al Stadio Letzigrund.

## Medagliere
| Oro     | Bohdan Bondarenko Ucraina |
| Argento | Andrij Procenko Ucraina   |
| Bronzo  | Ivan Uchov Russia         |

## Programma
| Date           | Ora   | Evento         |
| -------------- | ----- | -------------- |
| 13 agosto 2014 | 10:07 | Qualificazione |
| 15 agosto 2014 | 19:46 | Finale         |

Ora locale (UTC+2)

## Risultati

### Qualificazione
Qualificazione: gli atleti che raggiungono la misura di 2.28 (Q) o i migliori dodici (q) si qualificano in finale.
| Class | Gruppo | Nome                 | Nazione       | 2.10 | 2.15 | 2.19 | 2.23 | Misura | Note |
| ----- | ------ | -------------------- | ------------- | ---- | ---- | ---- | ---- | ------ | ---- |
| 1     | B      | Jaroslav Bába        | Rep. Ceca     | –    | o    | o    | o    | 2.23   | q    |
| 1     | A      | Bohdan Bondarenko    | Ucraina       | –    | –    | –    | o    | 2.23   | q    |
| 1     | A      | Mihai Donisan        | Romania       | o    | o    | o    | o    | 2.23   | q    |
| 1     | B      | Wojciech Theiner     | Polonia       | o    | o    | o    | o    | 2.23   | q    |
| 1     | B      | Ivan Uchov           | Russia        | –    | o    | o    | o    | 2.23   | q    |
| 6     | B      | Marco Fassinotti     | Italia        | o    | o    | o    | xo   | 2.23   | q    |
| 6     | B      | Andrij Procenko      | Ucraina       | –    | o    | o    | xo   | 2.23   | q    |
| 6     | A      | Daniil Cyplakov      | Russia        | o    | o    | o    | xo   | 2.23   | q    |
| 9     | A      | Chris Baker          | Gran Bretagna | o    | o    | o    | xxo  | 2.23   | q    |
| 9     | A      | Tihomir Ivanov       | Bulgaria      | o    | o    | o    | xxo  | 2.23   | q    |
| 11    | A      | Andrėj Čuryla        | Bielorussia   | o    | o    | xo   | xxo  | 2.23   | q    |
| 12    | B      | Jurij Krymarenko     | Ucraina       | o    | o    | o    | xxx  | 2.19   | q    |
| 12    | A      | Raivydas Stanys      | Lituania      | o    | o    | o    | xxx  | 2.19   | q    |
| 12    | A      | Gianmarco Tamberi    | Italia        | o    | o    | o    | xxx  | 2.19   | q    |
| 15    | B      | Jussi Viita          | Finlandia     | o    | xo   | o    | xxx  | 2.19   |      |
| 16    | B      | Eugenio Rossi        | San Marino    | xo   | o    | xo   | xxx  | 2.19   |      |
| 17    | B      | Lukáš Beer           | Slovacchia    | o    | xxo  | xo   | xxx  | 2.19   |      |
| 18    | A      | Matúš Bubeník        | Slovacchia    | o    | o    | xxo  | xxx  | 2.19   |      |
| 19    | A      | Mickaël Hanany       | Francia       | –    | xo   | xxo  | xxx  | 2.19   |      |
| 20    | B      | Konstadinos Baniotis | Grecia        | o    | o    | xxx  |      | 2.15   |      |
| 21    | A      | Adónios Mástoras     | Grecia        | –    | xo   | xxx  |      | 2.15   |      |
| 22    | B      | Viktor Ninov         | Bulgaria      | o    | xxo  | xxx  |      | 2.15   |      |
| 23    | B      | Aleksej Dmitrik      | Russia        | o    | xxx  |      |      | 2.10   |      |

### Final
| Class   | Nome              | Nazione       | 2.21 | 2.26 | 2.30 | 2.33 | 2.35 | 2.37 | 2.39 | 2.41 | 2.43 | Misura | Note                                     |
| ------- | ----------------- | ------------- | ---- | ---- | ---- | ---- | ---- | ---- | ---- | ---- | ---- | ------ | ---------------------------------------- |
| Oro     | Bohdan Bondarenko | Ucraina       | –    | –    | xo   | –    | xo   | –    | –    | –    | xr   | 2.35   |                                          |
| Argento | Andrij Procenko   | Ucraina       | o    | xxo  | o    | xxo  | x–   | xx   |      |      |      | 2.33   |                                          |
| Bronzo  | Ivan Uchov        | Russia        | o    | o    | o    | xxx  |      |      |      |      |      | 2.30   |                                          |
| 4       | Jaroslav Bába     | Rep. Ceca     | o    | xxo  | xo   | xxx  |      |      |      |      |      | 2.30   |                                          |
| 5       | Daniil Cyplakov   | Russia        | o    | o    | xxx  |      |      |      |      |      |      | 2.26   |                                          |
| 6       | Jurij Krymarenko  | Ucraina       | xxo  | o    | xxx  |      |      |      |      |      |      | 2.26   |                                          |
| 7       | Marco Fassinotti  | Italia        | o    | xo   | xxx  |      |      |      |      |      |      | 2.26   |                                          |
| 7       | Tihomir Ivanov    | Bulgaria      | o    | xo   | xxx  |      |      |      |      |      |      | 2.26   |                                          |
| 7       | Gianmarco Tamberi | Italia        | o    | xo   | xxx  |      |      |      |      |      |      | 2.26   | Miglior prestazione personale stagionale |
| 10      | Wojciech Theiner  | Polonia       | o    | xxo  | xxx  |      |      |      |      |      |      | 2.26   |                                          |
| 11      | Chris Baker       | Gran Bretagna | xxo  | xxx  |      |      |      |      |      |      |      | 2.21   |                                          |
| 11      | Andrėj Čuryla     | Bielorussia   | xxo  | xxx  |      |      |      |      |      |      |      | 2.21   |                                          |
| 11      | Mihai Donisan     | Romania       | xxo  | xxx  |      |      |      |      |      |      |      | 2.21   |                                          |
|         | Raivydas Stanys   | Lituania      | xxx  |      |      |      |      |      |      |      |      | nm     |                                          |